# إنجاوية
الإنجاوية (الاسم العلمي:Ingeae) هي قبيلة من النباتات تتبع الفصيلة البقولية من رتبة الفوليات.

## أجناس الإنجاوية
- الألبيزيا
- الانترولوبيم
- السابوتيكا
- الإنجا
- الباليزيا
- السامانيا